# 다이다라봇치

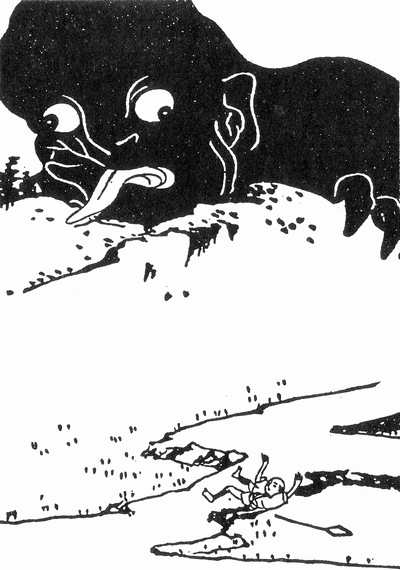

다이다라봇치(ダイダラボッチ)는 일본 각지에서 전승되는 거인이다. 산과 호수를 만들었다는 전승이 많아, 원래 창조 신화의 신에 대한 거인 신앙이 다이다라봇치 전승이 되었다고 생각된다.

## 같이 보기
- 레지기가스